# Crucifix Cemetery de Vendegies-sur-Écaillon
Le cimetière « Crucifix Cemetery, Vendegies-sur-Écaillon » est un cimetière militaire  de la Première Guerre mondiale situé sur le territoire de la commune de Vendegies-sur-Écaillon, Nord. 

## Localisation
Ce cimetière de plan triangulaire est situé au sud du village, à l'intersection de la rue de Solesmes et du chemin de la petite Chaussée.

## Historique
Occupé dès la fin août 1914 par les troupes allemandes, Vendegies-sur-Ecaillon  est resté  loin du front jusqu'au 24 octobre 1918, date à laquelle le village a été repris par les troupes britanniques  après de violents combats .

## Caractéristique
Conçu par WH Cowlishaw, ce cimetière, construit derrière un crucifix existant déjà avant la guerre 14-18, en bordure de route, a été créé en octobre 1918. Ce cimetière comporte 53 sépultures du Commonwealth de la Première Guerre mondiale, dont 31 appartenant au Royal Warwickshire Regiment pour la plupart tombés le 24 octobre 1918. Il y a également 26 sépultures françaises dans le cimetière datant d'août 1914. 

## Sépultures
| Pays        | Sépultures |
| ----------- | ---------- |
| Royaume-Uni | 53         |
| France      | 26         |
| Total       | 79         |

### Liens Externes
http://www.inmemories.com/Cemeteries/crucifix.htm